# Manuel Eugenio Salazar Mora

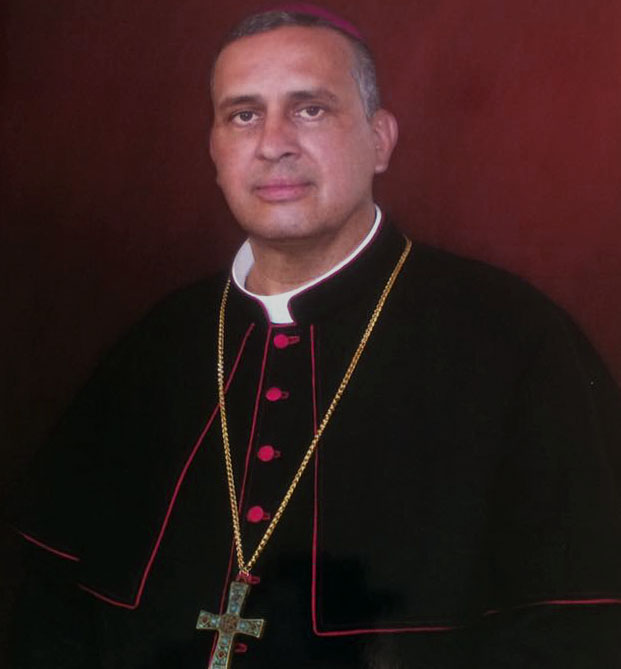
Manuel Eugenio Salazar Mora

Manuel Eugenio Salazar Mora (* 9. Oktober 1958 in Guadalupe, Costa Rica) ist ein costa-ricanischer Geistlicher und römisch-katholischer Bischof von Tilarán-Liberia.

## Leben
Manuel Eugenio Salazar Mora studierte am Nationalseminar von Costa Rica und empfing am 4. Dezember 1982 das Sakrament der Priesterweihe für das Erzbistum San José de Costa Rica.
Nach weiteren Studien erwarb er an der Päpstlichen Universität Gregoriana ein Lizenziat in Fundamentaltheologie. Neben verschiedenen Aufgaben in der Pfarrseelsorge war er Direktor des Vorbereitungsseminars und des Nationalseminars. Er leitete die religionspädagogische Abteilung der Bischofskonferenz und war im Erzbistum San José de Costa Rica Bischofsvikar für prophetische Seelsorge. Seit 2014 war er Pfarrer in Moravia.
Am 6. Februar 2016 ernannte ihn Papst Franziskus zum Bischof von Tilarán-Liberia. Die Bischofsweihe spendete ihm sein Amtsvorgänger Vittorino Girardi MCCJ am 4. April desselben Jahres. Mitkonsekratoren waren der Erzbischof von San José de Costa Rica, José Rafael Quirós Quirós, und der Apostolische Nuntius in Costa Rica, Erzbischof Antonio Arcari.